# 松原夏海
松原夏海（日语：松原 夏海，1990年6月19日—）是日本女藝人，為女子偶像團體AKB48前成員，前所屬經紀公司為Wonder。福岡縣出身，在埼玉縣長大。

## 經歷
- 從報名參加第二期AKB48追加甄選的11,892人中選出的17人之1。2006年4月1日開始在AKB48劇場參與公演。也被選為AKB48正式出道曲《想見你》的20位選拔成員當中的1位。
- 2009年7月8日，AKB48第13張單曲選拔總選舉「向神發誓，動真格」，第30名，為Under Girls。
- 2010年6月9日，AKB48第17張單曲選拔總選舉「向母親發誓，這是真的」，第39位。
- 2013年5月5日，在Team K公演中發表畢業AKB48[7][8]。
- 2013年6月4日，在AKB48劇場舉行畢業公演[9]。
- 2013年7月7日，最終劇場盤握手會，從AKB48畢業。[10]。
- 2015年3月，退出事務所[11][12]。

## 人物
- 親自公開有5個摯友，2個是地方朋友的和AKB48隊內的有3個包括大家志津香 。
- 暱稱是Natsutsumi（なっつみぃ），不過有一部分成員也叫她Natchian（なっちゃん，team B平嶋夏海的暱稱）。
- 家中有5個小孩，排行第3。
- 有懼高症
- 家中養的狗取名為「Death Crimson」（デスクリムゾン），通稱「Crim」（クリムン）
- 髮型常常改變這件事很有名。2006年4月1日在劇場出道發表的「露出耳朵的直髮」是一直以來慣用的髮型。不過在2006年9月7日公演的時候有1位觀眾對她說「夏海，要積極一點」，所以在2天後的公演，松原說「為了變得積極雖然只是髮型也想改變看看」而以綁起來的髮型登場。從那以後，就以十幾種各種不同的髮型在舞台上登場。

## 參加AKB48樂曲

### 單曲CD選抜曲
- 想見你
- 櫻花的花瓣們2008
- 永远的压力

Under Girls名義
- 無法飛翔的鳳蝶
- 涙之Sea Saw Game
- 人之力量

Theater Girls名義
- 飛機雲
- 我的YELL

DIVA名義
- 泣ける場所
- K區域

Team A名義
- 與胡桃對話

## 分組參加曲
TeamK 1st Stage 「PARTY開始了」公演
1. 同班同學

TeamK 2nd Stage「青春女孩」公演
1. 雨中動物園
2. 放浪之夏

TeamK 3rd Stage「脑内天堂」公演
1. 滴溜溜的轉

向日葵组 1st Stage「我的太阳」公演
1. 向日葵

※ 野呂佳代的替補
向日葵组 2nd Stage「不要让梦想死去」公演
1. 記憶的兩難

※ 野呂佳代的替補
TeamK 4th Stage「最终钟声鸣响」公演
1. 16人姐妹之歌

TeamK 5th Stage「引体后空翻」公演
1. 曲終人盡
2. 愛之色

※ 奧真奈美的代演
TeamA 6th Stage「目擊者」公演
1. 仙人掌與淘金熱

## 演出

### 電視節目
- アンテナ22（日语：アンテナ22） 特別篇〜あなたの知らない秋葉原〜（2006年9月2日、日本テレビ）
- AKB48物語〜今を生きる少女たち。36色の夢に向かって〜（2006年10月22日 - 29日放送、千葉電視台、埼玉電視台他、全9放送局）
- AKB48〜48minutes〜（2007年2月4日、MUSIC ON! TV（日语：MUSIC ON! TV））
- AKB48〜48minutes〜 SPECIAL（2007年4月15日、MUSIC ON! TV）
- AKB0時59分!（2008年4月7日 - 28日・6月2日 - 23日、日本テレビ）
- AKB48神TV（2008年10月12日、ファミリー劇場（日语：ファミリー劇場））
- すイエんサー（2009年5月12日・6月23日、NHK教育台）

### 廣播
- よんぱちアフター（2006年8月11日・18日，FM東京）
- ON8（日语：ON8）（2007年1月8日・月12日・4月2日，bayfm）
- AKB48 到明天前再等一下。（日语：AKB48 明日までもうちょっと。）（2007年11月12日・2008年1月21日・3月10日・24日・4月14日・5月26日・6月30日・9月15日・2009年5月4日，文化放送）

### 活動
- CBC GREEN LIVE（2009年3月21日、CBCホール）

### 網站節目
- Internet TV 神田祭.ch（2009年5月10日、神田祭.ch）

## 書籍

### 雜誌
- mono・モノマガジン（2007年2月2日發行・NO.554、ワールドフォトプレス（日语：ワールドフォトプレス））
- AkibaWalker '06（2006年10月20日發行、角川書店）
- Roger・ラジャー（2006年5・8月号増刊、ゴマブックス（日语：ゴマブックス））

### 寫真集
- AKB48first concert tour photo―春のちょこっとだけ全国ツアー〜まだまだだぜAKB48!〜（2007年5月18日、著者：木村智哉、東京新聞通信社）
- AKB48 Welcomebook vol.2（2006年6月15日、AKB48劇場週邊賣場限定販賣）

## 外部連結
- AKB48個人介紹頁（日語）
- 尾木製作個人介紹頁（日語）
- Wonder個人介紹頁（日語）
- 松原夏海官方部落格「夏の大航海」（2013年5月28日 - 2014年7月22日）（日語）
  - 舊部落格（2010年6月1日 - 2013年7月17日）（日語）
- 松原夏海的Ameba部落格（日語）
- 松原夏海的X（前Twitter）（日語）